# Campoluci
Campoluci è una frazione del comune italiano di Arezzo, nell'omonima provincia, in Toscana.

## Storia
La località di Campoluci è identificata probabilmente come lo stesso tratto di piana vicina all'Arno in cui ebbe luogo la battaglia di Arezzo del 284 a.C. in cui i romani furono sconfitti dai Galli Senoni e in cui trovò la morte Lucio Cecilio Metello Denter (secondo Polibio, console, mentre per Tito Livio "praetor").
Infatti i Galli, dopo la sconfitta nella Terza Guerra Sannitica (a cui avevano preso parte, oltre a Sanniti e Galli, anche Etruschi ed Umbri) durata dal 298 al 290 a.C., tentarono di riprendere terreno muovendo verso l'Etruria nel tentativo di sollevare una nuova insurrezione delle popolazioni italiche contro Roma.
Gli Etruschi però, restarono fedeli all'alleanza ed ai trattati di pace stipulati con Roma nel 294 a.C., mentre giungeva in loro soccorso Lucio Cecilio Metello Denter a capo di due legioni. La battaglia, che appunto si svolse ad Arezzo, fu vinta dai Galli Senoni mentre l'esercito romano fu sbaragliato, Lucio Cecilio Metello Denter fu ucciso, insieme a sette tribuni militari e tredicimila soldati. Solo nell'anno successivo i romani riuscirono a sottomettere definitivamente i Galli Senoni, ponendo fine alle loro mire espansionistiche in Italia Centrale, e celebrando questa fine delle ostilità con la fondazione di una colonia in quella che era stata la capitale dei Galli in Italia, Sena Gallica, odierna Senigallia.

### Origini del nome
L'origine del nome viene fatta risalire all'originale campus Lucii ("campo di Lucio") a memoria di Lucio Cecilio Metello Denter, console romano (pretore, secondo Tito Livio) che qui trovò probabilmente la morte durante la battaglia di Arezzo tra Romani e Galli Senoni del 284 a.C.
È stata inoltre formulata una seconda ipotesi circa l'etimologia del toponimo, secondo cui potrebbe essere ricollegata a lucus (bosco sacro), in quanto la centuriazione romana che interessò i luoghi contigui non toccò Campoluci, forse a prova del fatto che l'area rivestiva una certa importanza sacra, appunto.

## Monumenti e luoghi d'interesse

### Architetture religiose
- Chiesa dei Santi Pietro e Paolo[8], costruita nel 1755 e dedicata ai Santi Pietro e Paolo, è la chiesa parrocchiale. La facciata, tipicamente settecentesca, presenta un portale sormontato da una finestra squadrata. La pianta interna è ad una sola navata, con affreschi settecenteschi raffiguranti le quattro virtù cardinali nella parte della cupola, venuti alla luce dopo l'ultimo restauro, sotto affreschi posteriori di epoca novecentesca. L'edificio ha probabilmente sostituito la precedente chiesa dedicata a San Pietro di Nofio o Noffio, toponimo forse di origine altomedievale ed oscuro a noi[9]
- Chiesa di San Bartolomeo[10], risalente al X secolo. È situata in una posizione rialzata rispetto al paese, in un nucleo di abitazioni chiamato adesso Le Greppe o Le Greppie, ma in passato denominato La Corte o Le Corti, nome che riconduce senz'altro alla  curtis del periodo altomedievale, ovvero l'insieme di campi coltivati, case dei coloni e dimore, dove il signore viveva ed esercitava la sua autorità di controllo sul territorio e sulle attività rurali ad esso connesso. Tale modello, denominato "curtense", rappresentò il passaggio decisivo dal tipo di divisione e gestione economica del territorio agricolo della villa romana alla signoria fondiaria di tipo feudale. La chiesa, purtroppo in stato di rovina, presenta delle modifiche romaniche del XII secolo, mentre già nel XV secolo risultava fatiscente, tanto da essere abbandonata nello stesso periodo. Molto interessante è un prezioso oggetto proveniente dalla chiesa e attualmente custodito al Museo statale d'arte medievale e moderna[11], un pluteo (balaustra che di solito serviva a dividere il presbiterio dalla cantoria) in arenaria, raffigurante due pavoni (nella tradizione simbolica cristiana indicavano l'immortalità e la Resurrezione di Cristo), che si abbeverano ad un kantharos[12], coppa di origine greco-romana caratterizzata da due alte anse verticali, e divenuta in epoca protocristiana simbolo di purificazione.